# Tussilagininae
Tussilagininae Dumort., 1827 è una sottotribù di piante angiosperme dicotiledoni della tribù Senecioneae (famiglia Asteraceae - sottofamiglia Asteroideae).

## Etimologia
Il nome della sottotribù deriva da un suo genere (Tussilago) il cui nome a sua volta deriva dall'uso molto antico delle piante di questo genere nel campo della medicina popolare: tussis ed agere (= “tosse” e “fare” o “togliere”), quindi traducendo liberamente “far togliere la tosse”. I primi riferimenti si trovano già negli scritti dello scrittore e naturalista latino Gaio Plinio Secondo, conosciuto come Plinio il Vecchio (Como, 23 – Stabia, dopo l'8 settembre 79).
"Tussilagininae", come nome scientifico botanico, è stato definito per la prima volta dal botanico, naturalista e politico belga Barthélemy Charles Joseph Dumortier (Tournai, 3 aprile 1797 – 9 giugno 1878) nella pubblicazione Florula belgica, opera majoris prodromus. - 64 del 1827.

## Descrizione

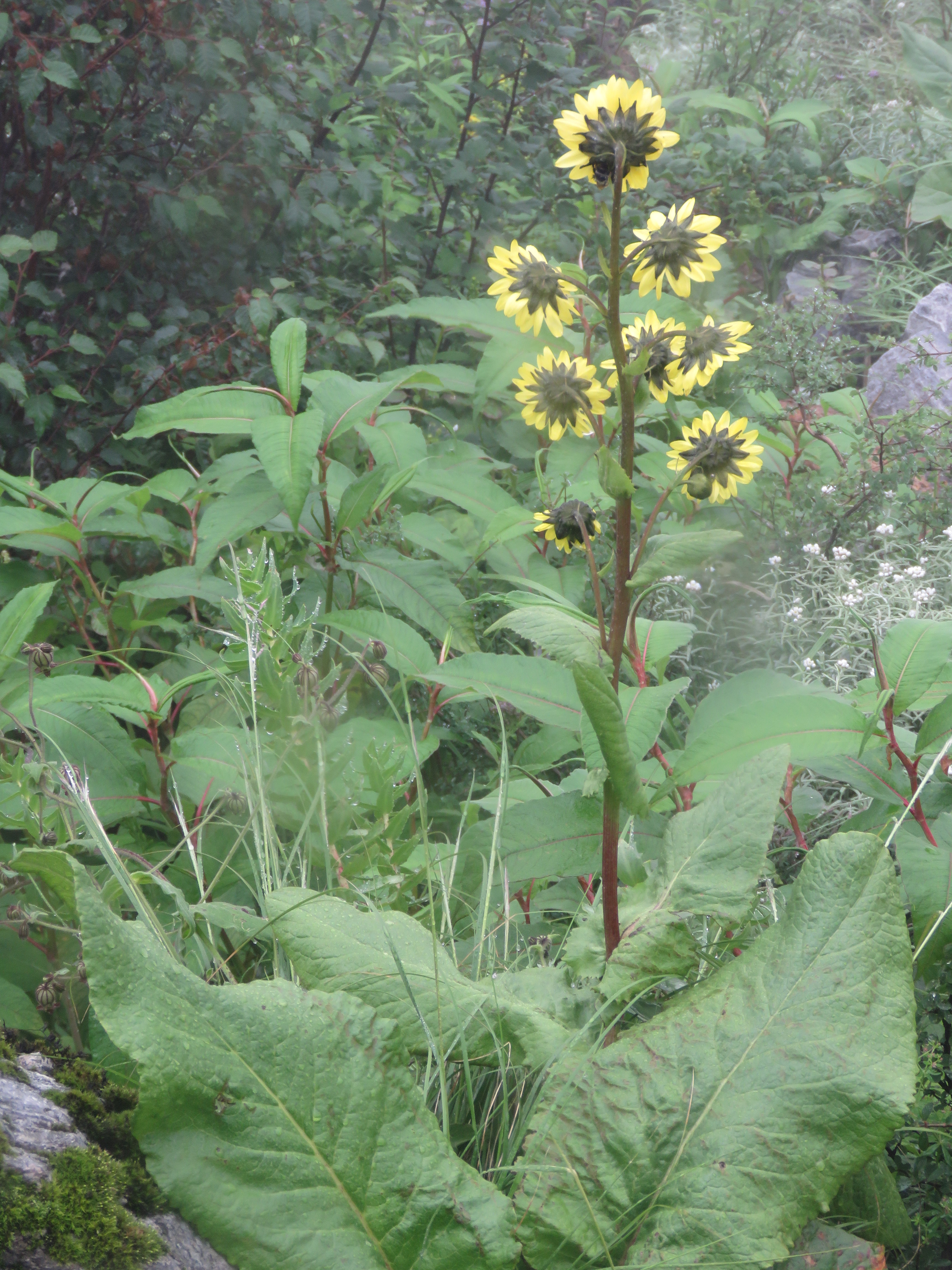
Il portamento
Cremanthodium arnicoides

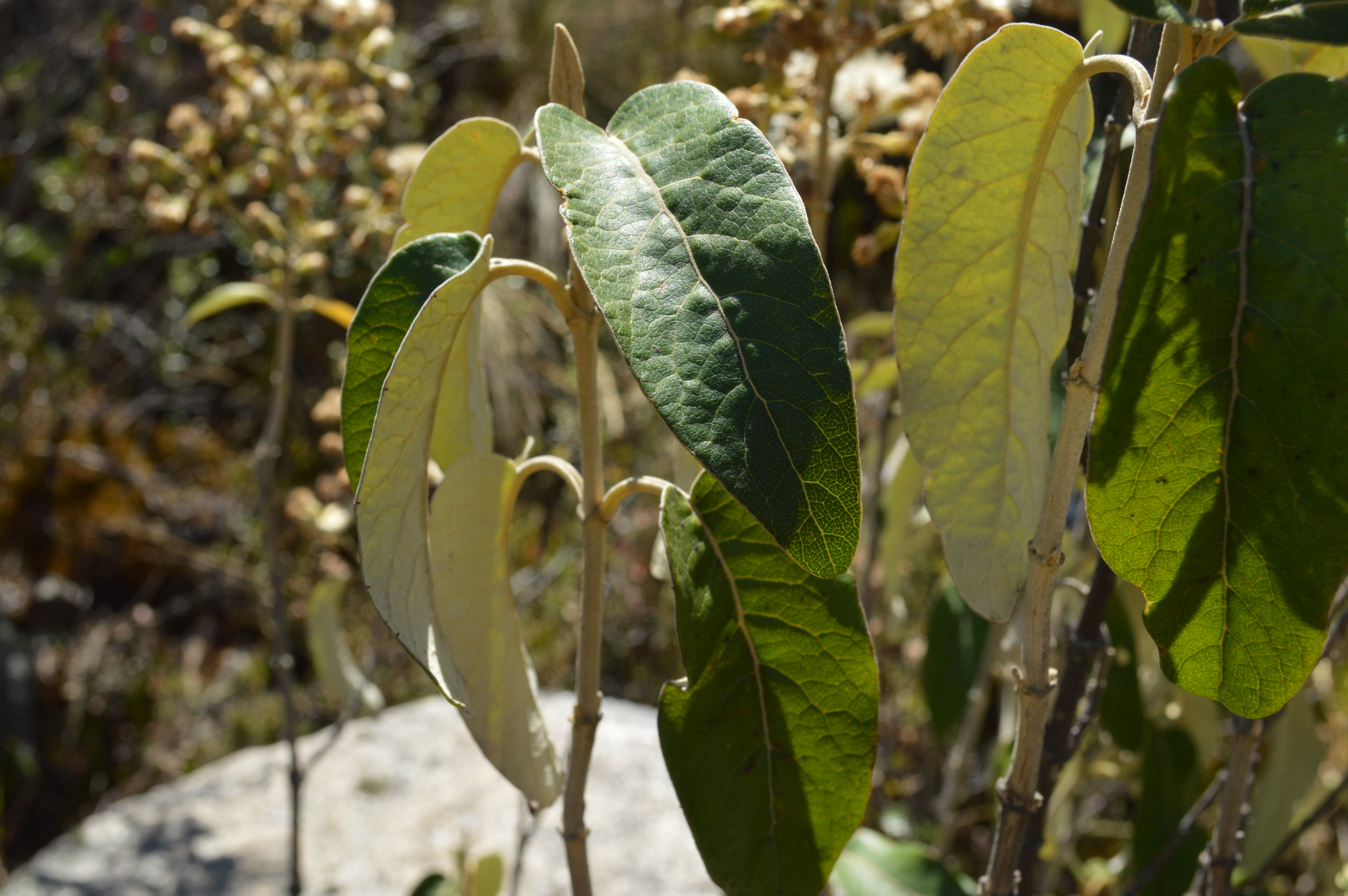
Le foglie
Gynoxys caracensis

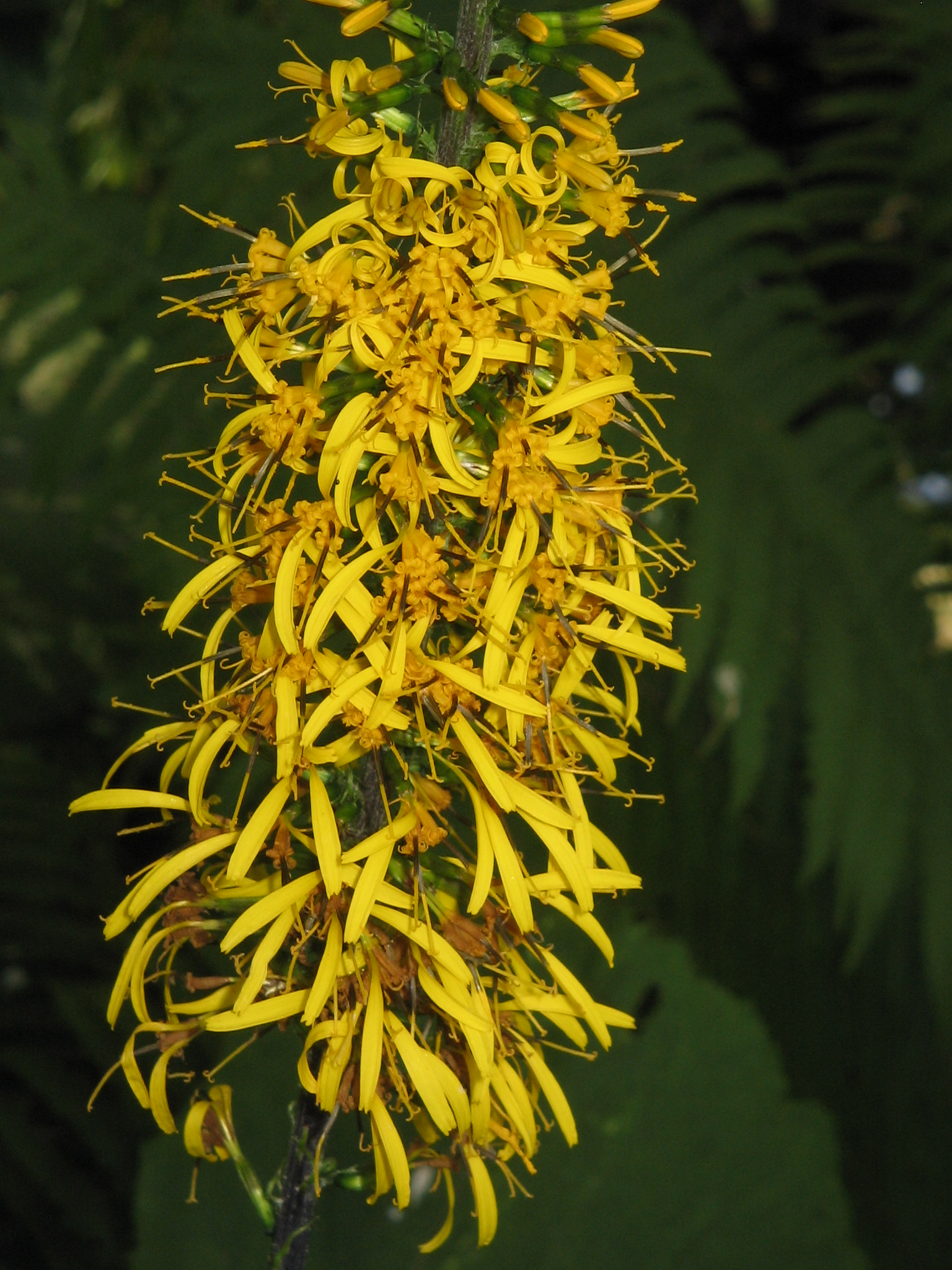
Infiorescenza
Ligularia przewalskii

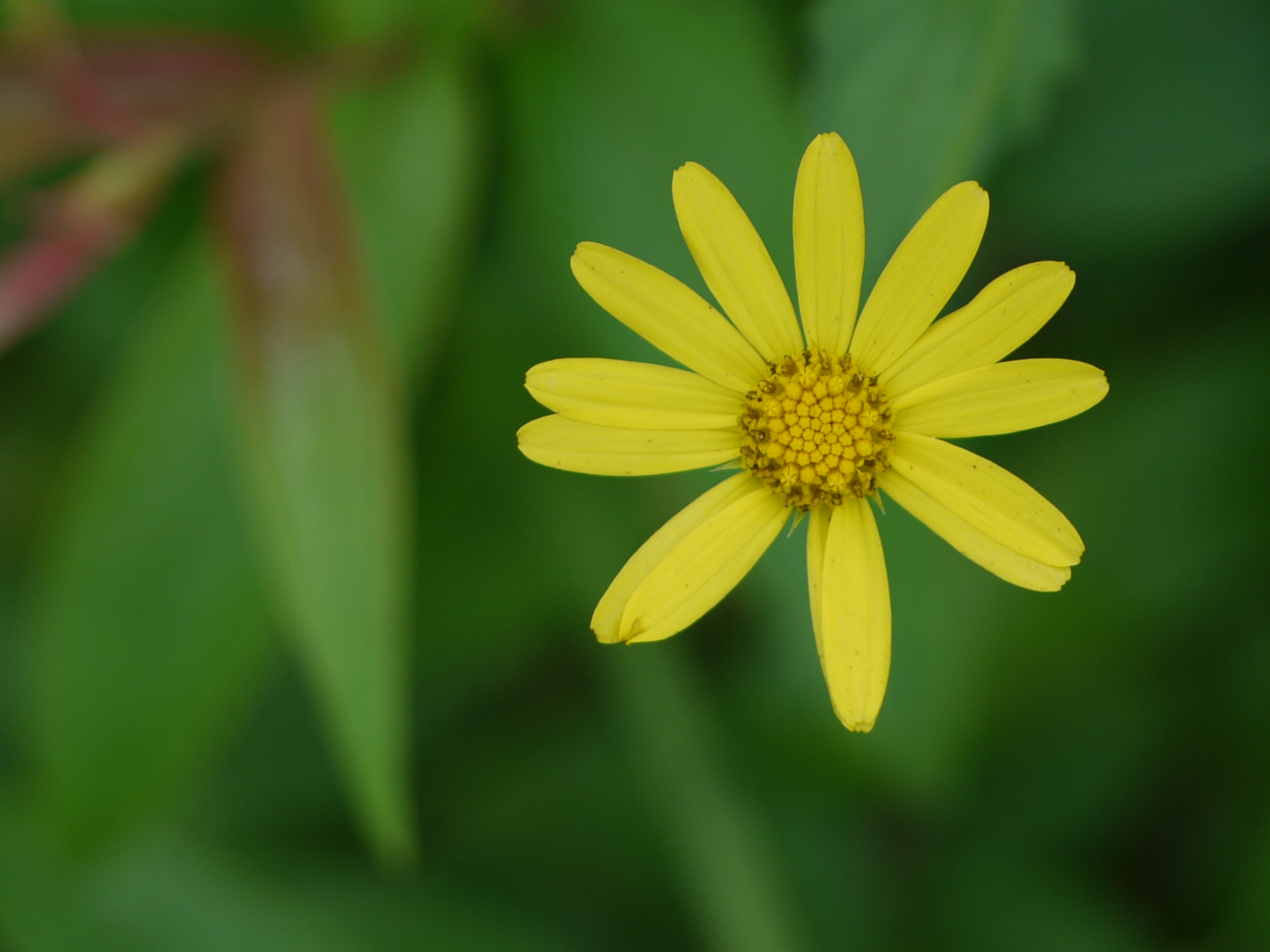
I fiori
Roldana barba-johannis

Habitus. Le specie di questa sottotribù hanno un habitus erbaceo perenne con rizomi striscianti (Ligularia) o radici tuberose anche pelose oppure carnose o fibrose; l'habitus può essere anche arbustivo (fino a piccoli alberi). In alcune specie nella parte centrale dei fusti è presente un tessuto morbido e spugnoso tipo parenchima (Roldana), mentre alla base possono essere presenti delle robuste guaine fogliacee. Alcune specie sono dioiche (Petasites e Robinsonia). Alcune specie sono spinescenti (Tetradymia), altre hanno i semi provvisti di un solo cotiledone (Syneilesis).
Fusto. 
- Parte ipogea: la parte sotterranea è un rizoma provvisto di radici secondarie.
- Parte epigea: la parte aerea è eretta, semplice o poco ramosa; la superficie può essere striata e pubescente.

Foglie. Le foglie sono sia basali (anche rosette basali Cremanthodium) che cauline. In alcune specie (Petasites) la rosetta basale si sviluppa dopo l'antesi, mentre le foglie cauline sono simili a scaglie. Lungo il fusto sono disposte normalmente in modo opposto oppure alterno (Telanthophora), in quest'ultimo caso sono posizione al termine dei rami (Paragynoxys). Sono picciolate o subsessili (in alcuni casi sono peltate). La lamina delle foglie è da oblunga a lanceolata o cordata, ma può essere anche da ellittico-oblunga a ovata o obovata; altre forme sono: triangolari o reniformi. Il bordo è intero oppure è dentato/seghettato oppure sinuato; raramente è di tipo pennatifido o con lobi palmati (Parasenecio). La consistenza va da erbacea a coriacea. La superficie nella parte abassiale può essere densamente tomentosa e percorsa da venature pennate o palmate. In alcuni casi sono presenti dei tricomi peltato-stellati (Aequatorium).
Infiorescenza. Le sinflorescenze sono composte da pochi a molti capolini in formazioni corimbose o panicolate. I capolini (le infiorescenze vere e proprie), di tipo radiato, discoide o disciforme, sono formati da un involucro composto da diverse brattee al cui interno un ricettacolo fa da base ai fiori di due tipi: quelli esterni del raggio e quelli più interni del disco. L'involucro ha la forma di una stretta (o ampia) cupola, oppure è cilindrico o campanulato e spesso è sotteso (ma non in tutte le specie) da alcune brattee fogliacee basali (calice esterno basale). Il ricettacolo può essere conico (Arnoglossum) o normalmente piatto, inoltre in genere è nudo (privo delle pagliette a protezione della base dei fiori).
Fiori.  I fiori sono tetra-ciclici (formati cioè da 4 verticilli: calice – corolla – androceo – gineceo) e pentameri (calice e corolla formati da 5 elementi). Sono inoltre ermafroditi, più precisamente i fiori del raggio (quelli ligulati e zigomorfi) sono femminili; mentre quelli del disco centrale (tubulosi e actinomorfi) sono bisessuali (spesso sono sterili e funzionalmente maschili). Nei capolini maschili dei generi dioici (Petasites), possono oppure no essere presenti dei fiori periferici, mentre i fiori funzionalmente maschili sono tubulosi; nei capolini femminili i fiori tubulosi sono sterili e i fiori radiati sono corti, mentre quelli femminili sono filiformi e numerosi.
- Formula fiorale:

*/x K {\displaystyle \infty }, [C (5), A (5)], G 2 (infero), achenio
- Calice: i sepali del calice sono ridotti ad una coroncina di squame.
- Corolla: nella parte inferiore i petali della corolla sono saldati insieme e formano un tubo. In particolare la corolla del disco centrale (tubulosi) termina con delle fauci dilatate a raggiera con cinque lobi. La corolla dei fiori periferici (ligulati) il tubo si trasforma in un prolungamento nastriforme terminante più o meno con cinque dentelli. Il colore delle corolle è giallo, bianco, rosa, purpureo o arancio.
- Androceo: gli stami sono 5 con dei filamenti liberi; le antere invece sono saldate fra di loro e formano un manicotto che circonda lo stilo (sono inoltre prive di appendici filiformi). Le antere normalmente sono senza coda (ecaudate), oppure sono auricolate o anche sagittate (Parasenecio).  Sono inoltre tetrasporangiate, raramente sono bisporangiate. Il tessuto endoteciale è radiale o polarizzato. Il polline è tricolporato (tipo "helianthoid").[11] In alcune specie le antere dei capolini femminili sono abortite (Robinsonia, piante dioiche).
- Gineceo: lo stilo è biforcato (raramente unico) con due stigmi nella parte apicale. Gli stigmi sono troncati o ottusi ed hanno dei peli apicali; nella zona apicale possono essere presenti delle papille come anche su tutto il corpo. Le aree stigmatiche sono continue e confluenti oppure debolmente separate. L'ovario è infero uniloculare formato da 2 carpelli.

Frutti. I frutti sono degli acheni con pappo. Gli acheni hanno una forma da debolmente oblunga a ellittico-oblunga; longitudinalmente sono provvisti di coste e la superficie è glabra oppure pubescente. In alcuni casi è presente un carpoforo (Parasenecio). In alcuni generi l'achenio è eteromorfo (o più esattamente dimorfico): glabro e privo di pappo negli acheni dei fiori del raggio, peloso e con pappo negli acheni dei fiori del disco. Il pappo è formato da numerose setole, snelle e colorate da bianco a fulvo o rossiccio; ma non sempre è presente.

## Distribuzione e habitat
La distribuzione delle specie di questa sottotribù è fondamentalmente cosmopolita

## Biologia
Impollinazione: l'impollinazione avviene tramite insetti (impollinazione entomogama tramite farfalle diurne e notturne).
Riproduzione: la fecondazione avviene fondamentalmente tramite l'impollinazione dei fiori (vedi sopra).
Dispersione: i semi (gli acheni) cadendo a terra sono successivamente dispersi soprattutto da insetti tipo formiche (disseminazione mirmecoria). In questo tipo di piante avviene anche un altro tipo di dispersione: zoocoria. Infatti gli uncini delle brattee dell'involucro (se presenti) si agganciano ai peli degli animali di passaggio disperdendo così anche su lunghe distanze i semi della pianta. Inoltre per merito del pappo il vento può trasportare i semi anche a distanza di alcuni chilometri (disseminazione anemocora).

## Tassonomia
La famiglia di appartenenza di questa voce (Asteraceae o Compositae, nomen conservandum) probabilmente originaria del Sud America, è la più numerosa del mondo vegetale, comprende oltre 23.000 specie distribuite su 1.535 generi, oppure 22.750 specie e 1.530 generi secondo altre fonti (una delle checklist più aggiornata elenca fino a 1.679 generi). La famiglia attualmente (2021) è divisa in 16 sottofamiglie; la sottofamiglia Asteroideae è una di queste e rappresenta l'evoluzione più recente di tutta la famiglia.

### Filogenesi

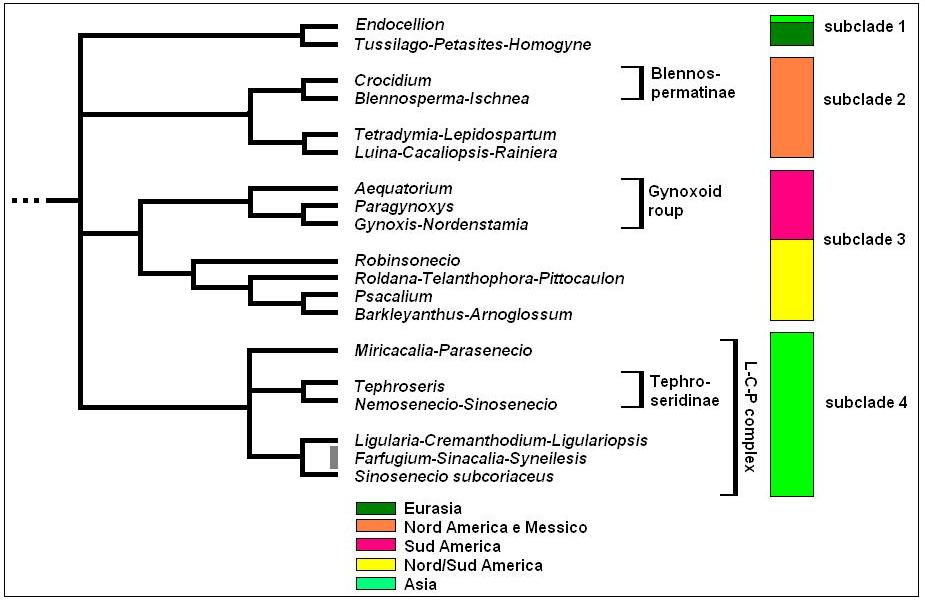
Cladogramma della sottotribù

La sottotribù di questa voce appartiene alla tribù Senecioneae (una delle 21 tribù della sottofamiglia Asteroideae). In base ai dati filogenetici la sottotribù, all'interno della tribù, occupa una posizione più o meno centrale e insieme alla sottotribù Senecioninae forma un "gruppo fratello".
La sottotribù descritta in tempi moderni da Bremer (1994), dopo le analisi di tipo filogenetico sul DNA del plastidio (Pelser et al., 2007) è risultata parafiletica con le sottotribù Othonninae e Brachyglottidinae annidiate al suo interno. Attualmente con questa nuova circoscrizione la sottotribù Tussilagininae s.s. risulta suddivisa in quattro subcladi:
- primo subclade: è formato dai generi Tussilago, Petasites, Homogyne e Endocellion e risulta ben supportato dai dati cladistici; i membri di questo gruppo sono distribuiti soprattutto nell'emisfero boreale, zone temperate (in Italia è rappresentato dai primi tre generi);
- secondo subclade: un primo gruppo di questo secondo subclade è formato da un clade di generi con poche specie (Cacaliopsis, Lepidospartum, Luina, Rainiera e Tetradymia) con distribuzione principalmente nel Nuovo Mondo; mentre un secondo gruppo (“gruppo fratello” del primo), con una distribuzione più ampia (Nord e Sud America e Nuova Guinea), è formato dai generi Blennosperma, Crocidium e Ischnea (già circoscritti a suo tempo da Nordenstam nel 1977 con il nome di Blennospermatinae);
- terzo clade: la distribuzione di questo terzo gruppo è esclusiva del Nuovo Mondo; si tratta di un clade ben supportato dai dati ricavati dall'analisi del DNA combinati con dati morfologici; è diviso in due parti: una prima parte comprende un clade con generi del Sud America (Aequatorium, Gynoxis, Nordenstamia e Paragynoxys) chiamato anche Gynoxoid group; una seconda parte è formata da un clade (“gruppo fratello” del primo) di 7 generi del Nord e Sud America (i più importanti sono Roldana con 65 specie e Psacalium con 40 specie);
- quarto clade: è costituito dal "L-C-P complex" (ossia Ligularia-Cremanthodium-Parasenecio complex), ed è formato da 12 generi, alcuni dei quali non sono monofiletici (Sinosenecio); all'interno di questo gruppo si distingue il clade ben supportato Tephroseridinae (Jeffry e Chen, 1984) formato dai generi Nemosenecio, Sinosenecio e Tephroseris, i primi due distribuiti in Asia orientale (Cina e Giappone). In questo gruppo è da considerare anche la specie Sinosenecio subcoriaceus C.Jeffrey & Y.L.Cheɳ.

Il cladogramma a lato, tratto dalla pubblicazione citata, evidenzia la struttura filogenetica interna della sottotribù (non tutti i generi sono indicati).

### Composizione della sottotribù
La sottotribù comprende 47 generi e 798 specie.

| Genere                                                    | N. specie | Distribuzione                                                           | Numeri cromosomici                                                 | Fiori |
| --------------------------------------------------------- | --------- | ----------------------------------------------------------------------- | ------------------------------------------------------------------ | ----- |
| Aequatorium B. Nord., 1978                                | 13        | Ecuador, Colombia e Venezuela (meridionale)                             |                                                                    |       |
| Arnoglossum Raf., 1817                                    | 8         | USA                                                                     | 2n = 25, 26, 27, 28 e 55                                           |       |
| Barkleyanthus H. Rob. & Brettell, 1974                    | 1         | USA, Messico e America centrale                                         | 2n = 30                                                            |       |
| Blennosperma Less., 1832                                  | 3         | California e Cile                                                       | 2n = 14, 16, 18 e 36                                               |       |
| Cacaliopsis A. Gray, 1883                                 | 1         | Nord America (occidentale) Messico e America centrale                   | 2n = 60                                                            |       |
| Capelio B. Nord., 2002                                    | 3         | Sudafrica                                                               |                                                                    |       |
| Cremanthodium Benth., 1873                                | 79        | Cina, Tibet e Himalaya                                                  | 2n = 58                                                            |       |
| Crocidium Hook., 1894                                     | 1         | USA (nord occidentale)                                                  | 2n = 18                                                            |       |
| Digitacalia Pippen, 1968                                  | 6         | Messico e America Centrale                                              | 2n = 60                                                            |       |
| Endocellion Turcz. ex Herder, 1865                        | 2         | Siberia e Asia (orientale)                                              | 2n = 56, 58, 60 e circa 100 e oltre                                |       |
| Farfugium Lindl., 1857                                    | 2         | Cina, Corea, Giappone e Taiwan                                          | 2n = 60 e 62                                                       |       |
| Gynoxys Cass., 1827                                       | 116       | Ande (Argentina, Bolivia e Venezuela)                                   | 2n = 12, 36 e 40                                                   |       |
| Homogyne Cass., 1816                                      | 3         | Europe (centrale e del sud)                                             | 2n = 56, 58, 60, 120, 130, 140 e 160                               |       |
| Ischnea F. Muell., 1889                                   | 6         | Nuova Guinea                                                            | 2n = 18                                                            |       |
| Japonicalia C.Ren & Q.E.Yang, 2017                        | 3         | Cina e Giappone                                                         | 2n = 52                                                            |       |
| Lepidospartum (A. Gray) A. Gray, 1883                     | 3         | USA (sud occidentale) e Messico                                         | 2n = 60                                                            |       |
| Ligularia Cass., 1816                                     | 147       | Eurasia                                                                 | 2n = 30, 32, 48, 50, 52, 54, 58, 60 e 62                           |       |
| Ligulariopsis Y.L.Chen, 1996                              | 1         | Cina                                                                    | 2n = 58                                                            |       |
| Luina Benth., 1873                                        | 2         | Nord America (occidentale)                                              | 2n = 60                                                            |       |
| Miricacalia Kitam., 1936                                  | 1         | Giappone                                                                | 2n = 52, 54 e 60                                                   |       |
| Mixtecalia Redonda-Mart., García-Mend. & D.Sandoval, 2020 | 1         | Messico                                                                 |                                                                    |       |
| Nelsonianthus H.Rob. & Bretell, 1973                      | 2         | America Centrale                                                        |                                                                    |       |
| Nemosenecio (Kitam.) B. Nord., 1978                       | 6         | Giappone e Cina                                                         | 2n = 10, 20, 40 e 48                                               |       |
| Nordenstamia Lundin, 2006                                 | 17        | Sud America                                                             |                                                                    |       |
| Paracalia Cuatrec., 1960                                  | 3         | Bolivia e Perù                                                          |                                                                    |       |
| Paragynoxys (Cuatrec.) Cuatrec., 1955                     | 13        | Ande (Colombia e Venezuela)                                             | 2n = circa 40                                                      |       |
| Parasenecio W.W. Smith & Small, 1923                      | 70        | Eurasia (soprattutto zona russo-asiatica) e Isole Aleutine (una specie) | 2n = 40, 52, 58, 60, 62, 90 e 120                                  |       |
| Petasites Mill., 1754                                     | 18        | Eurasia e Nord America                                                  | 2n = 20, 28, 32, 52, 56, 58, 60, 80, 88, 90 e 120                  |       |
| Pippenalia McVaugh, 1972                                  | 1         | Messico                                                                 | 2n = 30 e 60                                                       |       |
| Pittocaulon H. Rob. & Brettell, 1973                      | 5         | Messico                                                                 | 2n = 30                                                            |       |
| Psacaliopsis H.Rob. & Bretell, 1974                       | 4         | America Centrale                                                        | 2n = 60                                                            |       |
| Psacalium Cass., 1826                                     | 52        | USA (Arizona), Messico e Guatemala                                      | 2n = circa 25, circa 29 e 30                                       |       |
| Rainiera Greene, 1898                                     | 1         | USA (nord occidentale)                                                  |                                                                    |       |
| Robinsonecio T.M. Barkley & J.P. Janovec, 1996            | 2         | Messico e Guatemala                                                     | 2n = 30                                                            |       |
| Roldana La Llave & Lex., 1825                             | 65        | USA (sud ovest), Messico e Panama                                       | 2n = 30 e 60                                                       |       |
| Rugelia Shuttlew. ex Chapm., 1860                         | 1         | USA orientale                                                           | 2n = 56                                                            |       |
| Sinacalia B. Nord. & Brettell, 1973                       | 3         | Cina                                                                    | 2n = 60                                                            |       |
| Sinosenecio B. Nord., 1978                                | 44        | Asia (sud est - principalmente Cina)                                    | 2n = 46, 48 e 60 (raramente 26)                                    |       |
| Syneilesis Maxim., 1859                                   | 7         | Asia (orientale)                                                        | 2n = 52 e 78                                                       |       |
| Taimingasa (Kitam.) C.Ren & Q.E.Yang, 2017                | 3         | Giappone, Corea e Manciuria                                             | 2n = 58                                                            |       |
| Telanthophora H. Rob. & Brettel, 1974                     | 12        | Da Panama al Messico                                                    |                                                                    |       |
| Tephroseris (Reichenb.) Reichenb, 1842                    | 44        | Eurasia (settentrionale) e Nord America (una specie)                    | 2n = 18, 26, 18, 34, 36, 40, 44, 46, 50, 64, 72, 80, e da 90 a 104 |       |
| Tetradymia DC., 1838                                      | 10        | Nord America (occidentale)                                              | 2n = 60, 62, 90, 120, 124 e 180                                    |       |
| Tussilago L., 1753                                        | 1         | Eurasia                                                                 | 2n = 60 e 72                                                       |       |
| Vickifunkia C.Ren, L.Wang, I.D.Illar. & Q.E.Yang, 2020    | 10        | Dall'Afghanistan alla Siberia centrale                                  | 2n = 30                                                            |       |
| Villasenoria B.L. Clark, 1999                             | 1         | Messico                                                                 |                                                                    |       |
| Yermo R.D. Dorn, 1991                                     | 1         | USA (Wyoming)                                                           |                                                                    |       |

Note:
- 1 Chersodoma Phil.: questo genere si trova in una posizione politoma tra le sottotribù Tussilagininae, Brachyglottidinae e il gruppo fratello Othonninae - Senecioninae.[9] Alcuni Autori propongono di segregazionarlo in una specifica sottotribù: Chersodominae.[16]
- 2 Dicercoclados C.Jeffrey & Y.L.Chen: l'unica specie (Dicercoclados triplinervis C.Jeffrey & Y.L.Chen) di questo genere risulta estinta.[17]

### Generi della flora spontanea italiana
Nella flora spontanea italiana sono presenti i seguenti generi di questa sottotribù:
- Homogyne:

Homogyne alpina (L.) Cass. (Tossilaggine alpina)
Homogyne discolor  Cass. (Tossilaggine bianca)
Homogyne sylvestris  (Scop.) Cass. (Tossilaggine illirica)
- Petasites:

Petasites hybridus (L.) Gaertn. (Farfaraccio maggiore)
Petasites albus (L.) Gaertn. (Farfaraccio bianco)
Petasites paradoxus (Retz.) Baumg. (Farfaraccio niveo)
Petasites pyreanicus (Loefl.) G.López (Farfaraccio vaniglione)
- Roldana:

Roldana petasitis (Sims) H.Rob. & Brettell (Senecione vellutato)
- Tephroseris:

Tephroseris balbisiana (DC.) Holub (Senecione di Balbis)
Tephroseris helenitis  (L.) B.Nord. (Senecione di Gaudin)
Tephroseris longifolia (Jacq.) Griseb. & Schenk  (Senecione dell'Obir)
Tephroseris pseudocrispa (Fiori) Holub  (sinonimo di T. longifolia) (Senecione di Cividale)
Tephroseris italica Holub  (sinonimo di T. longifolia) (Senecione toscano)
Tephroseris crispa (Jacq.) Rchb. (Senecio crespo)
Tephroseris integrifolia (L.) Holub  (Senecione rosulato)
- Tussilago:

Tussilago farfara L. (Tossilaggine comune)